# 丰台南路站
丰台南路站是一个位于中国北京市丰台区新村街道丰台南路，属于北京地铁9号线和16号线的地铁换乘站。9号线车站于2011年12月31日随9号线南段开通同时启用，16号线车站于2022年12月31日启用。

## 位置
丰台南路站位于北京市区西南部，四环路内，科怡路（南北向）和丰台南路（东西向）交叉口南侧，呈南北走向。

## 结构

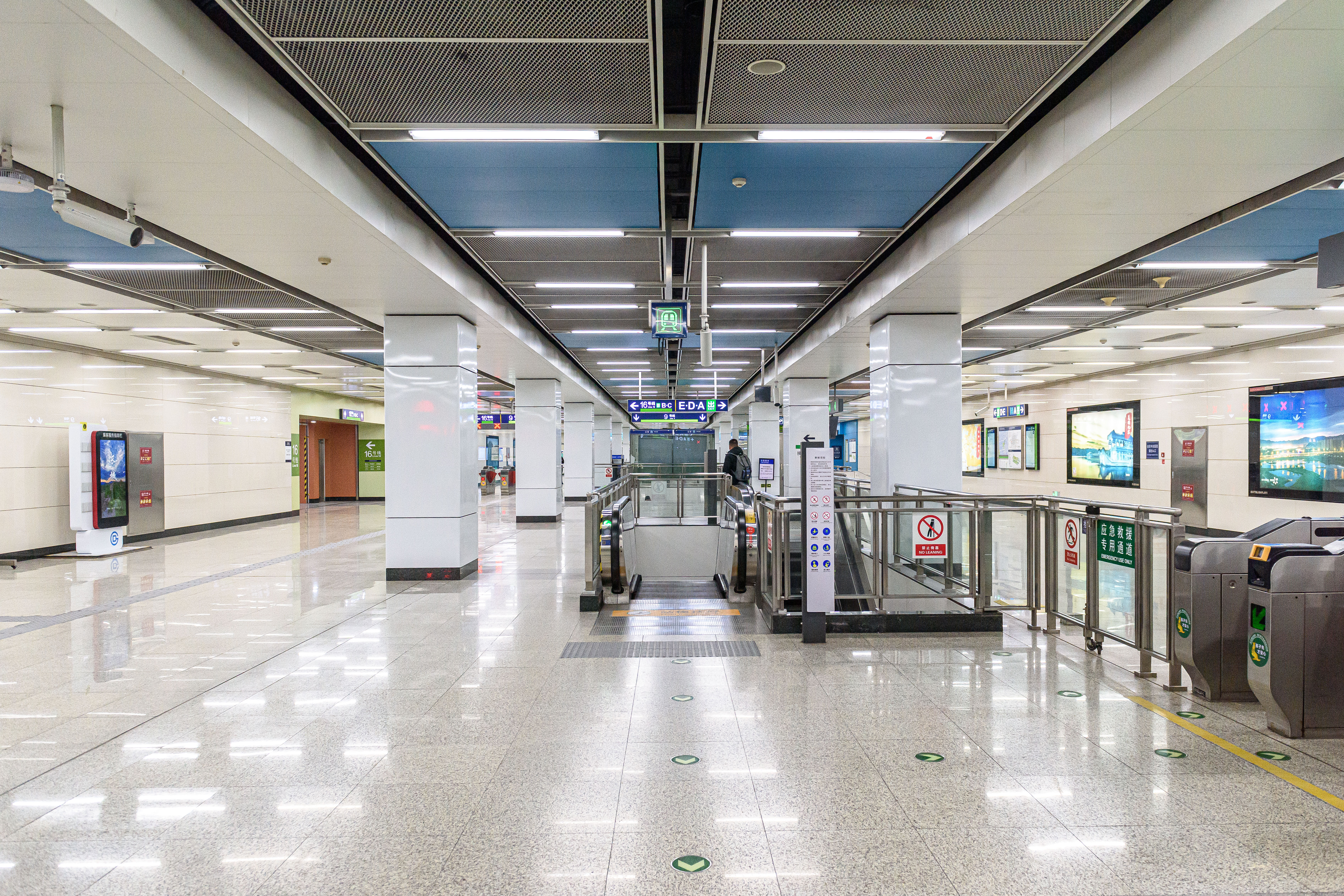
9号线站厅

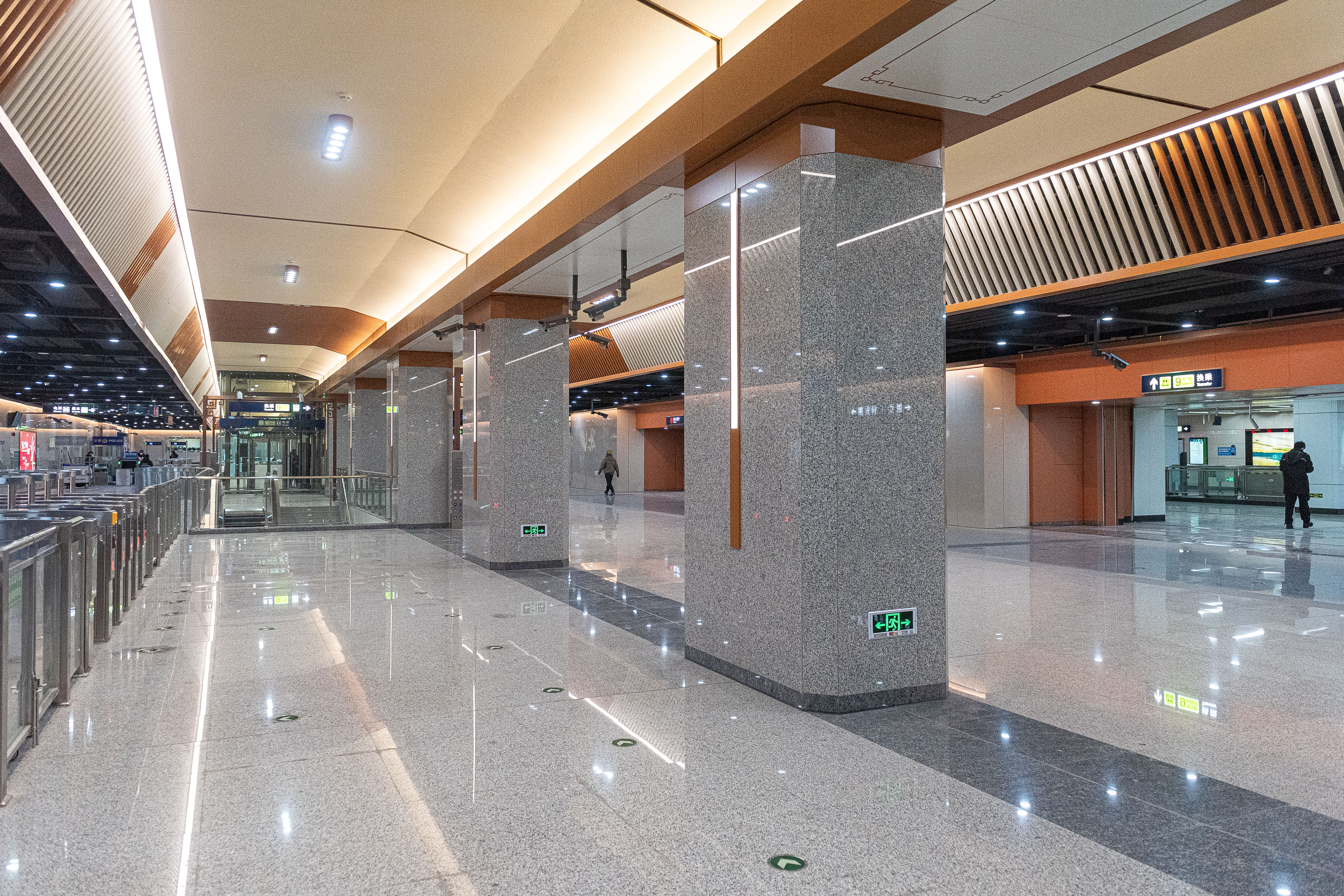
16号线站厅

9号线丰台南路站为地下二层车站，岛式站台设计。车站装饰色调为蓝色。
16号线丰台南路站为地下三层车站，西侧紧邻9号线丰台南路站，两站通过站厅通道换乘。

### 车站楼层
| 地面层          | 出入口                                                      | A-E出入口                                                  |
| 地下一层 站厅层 | 站厅                                                        | 客务中心、自动售票机、进出站闸机                           |
| 地下二层 站台层 |                                                             | █ 9号线常规列车／ █ 房山线跨线车往国家图书馆（丰台东大街） |
| 地下二层 站台层 | 岛式站台，左側開门                                          |                                                            |
| 地下二层 站台层 | █ 9号线常规列车往郭公庄／ █ 房山线跨线车往阎村东 （科怡路） |                                                            |
| 地下三层        |                                                             | █ 16号线往北安河（丰台站）                                 |
| 地下三层        | 岛式站台，左側開门                                          |                                                            |
| 地下三层        | █ 16号线往宛平城（富丰桥）                                  |                                                            |

## 出入口
丰台南路站现有A1、A2、B1、B2、C、D、E七个出入口。
|                           |                  |                                                                |      |            |
|                           |                  |                                                                |      |            |
| 编号                      | 指示             | 建议前往的目的地                                               | 照片 | 无障碍设施 |
| 连通 9号线 房山线站厅     |                  |                                                                |      |            |
| 出口 · A · 1 · 升降机标志 | 丰台南路（南侧） | 韩庄子东里、造甲南里                                           |      |            |
| 出口 · A · 2              | 丰台南路（北侧） | 北京丰台医院（南院区）、丰台第二小学、首都经济贸易大学附属中学 |      | 不適用     |
| 连通 16号线站厅           |                  |                                                                |      |            |
| 出口 · B · 1              | 科怡路（东侧）   | 丰台南路（北侧）                                               |      | 不適用     |
| 出口 · B · 2 · 升降机标志 | 丰台南路（南侧） | 科怡路（东侧）、宝丰大厦、北京市残疾人康复服务指导中心         |      |            |
| 出口 · C                  | 科怡路（东侧）   | 造甲街南里                                                     |      | 不適用     |
| 连通 9号线 房山线站厅     |                  |                                                                |      |            |
| 出口 · D                  | 科怡路           | 科兴路、丰台科技园生态主题公园、恒富花园                       |      | 不適用     |
| 出口 · E                  | 科怡路           | 丰台南路108号院                                                |      | 不適用     |
| 註： 設有                 |                  |                                                                |      |            |